# LOVE YOU ONLY
「LOVE YOU ONLY」（ラブ・ユー・オンリー）は、TOKIOの楽曲。1994年9月21日にSony Recordsよりデビュー・シングルとして発売された。累計売上は50万枚以上を記録し、2020年現在においてもオリコンチャート上ではTOKIOのシングル作品史上最大の売上枚数を記録している。

## 概要
TOKIOのデビュー作となったシングル。
表題曲「LOVE YOU ONLY」は、フジテレビ系アニメ『ツヨシしっかりしなさい』第3期(最終クール)オープニングテーマとして使用された。のちに発売されたリミックス・アルバム『TOKIO REMIX』にはDUB MASTER Xによるリミックスバージョン、カバー・アルバム『TOK10』にはリアレンジバージョンが収録。
カップリングには国分太一主演 テレビ朝日系ドラマ『八神くんの家庭の事情』テーマソングとして使用された「時代をよろしく!」を収録。のちに発売されたリミックス・アルバム『TOKIO REMIX』にはDUB MASTER Xによるリミックスバージョンが収録された。
本作で、1994年大晦日の『第45回NHK紅白歌合戦』に初出場。歌手デビューからわずか3ヵ月と10日での紅白初出場は、当時の最速記録であった。なお、TOKIOは初出場した1994年以来、2017年の『第68回NHK紅白歌合戦』まで、24年連続で出場を続けていた。これはジャニーズ事務所所属のユニットでは最も長い。また、デビュー20周年を迎えた2014年には、この曲が20年ぶりに、NHK紅白歌合戦のステージで披露された。この選曲について長瀬智也は、「夏フェスなど普段僕らのライブに来られないような方達の前で、この曲を演奏してみたときに、この曲がどれだけの方に愛されているかを身に沁みて感じた。だから20周年の紅白のステージで歌えたらと思った。」と語っている。

## 収録曲
| 全作曲: 都志見隆、全編曲: 西脇辰弥。 |                                         |                     |            |      |
| #                                    | タイトル                                | 作詞                | 作曲・編曲 | 時間 |
| 1.                                   | 「LOVE YOU ONLY」                       | 工藤哲雄            | 都志見隆   | 3:55 |
| 2.                                   | 「時代をよろしく!」                     | 城島茂 & 山田ひろし | 都志見隆   | 3:57 |
| 3.                                   | 「LOVE YOU ONLY」(オリジナル・カラオケ) |                     | 都志見隆   | 3:55 |
| 合計時間:                            | 合計時間:                               | 合計時間:           | 11:47      |      |

## メディアでの使用
| # | 曲名                | タイアップ                                                              | 出典  |
| - | ------------------- | ----------------------------------------------------------------------- | ----- |
| 1 | 「LOVE YOU ONLY」   | フジテレビ系アニメ『ツヨシしっかりしなさい』オープニングテーマ          | [ 5 ] |
| 2 | 「時代をよろしく!」 | ABCテレビ・テレビ朝日系ドラマ『八神くんの家庭の事情』エンディングテーマ | [ 6 ] |

## 収録アルバム
| 楽曲                | アルバム                        | 発売日         | 規格品番                 | 備考                                          |
| ------------------- | ------------------------------- | -------------- | ------------------------ | --------------------------------------------- |
| 「LOVE YOU ONLY」   | 『TOKIO』                       | 1994年11月21日 | SRCL-3101                | 1stアルバム                                   |
| 「LOVE YOU ONLY」   | 『TOKIO REMIX』                 | 1995年3月8日   | SRCL-3186                | リミックスアルバム リミックスバージョン       |
| 「LOVE YOU ONLY」   | 『Best E.P Selection of TOKIO』 | 1996年8月26日  | SRCL-3630                | ベストアルバム                                |
| 「LOVE YOU ONLY」   | 『TOK10』                       | 2004年9月1日   | UPCH-1368                | カバーアルバム ニューレコーディングバージョン |
| 「LOVE YOU ONLY」   | 『HEART』                       | 2014年7月16日  | JACA-5420（初回限定盤1） | ベストアルバム                                |
| 「LOVE YOU ONLY」   | 『HEART』                       | 2014年7月16日  | JACA-5423（初回限定盤2） | ベストアルバム                                |
| 「LOVE YOU ONLY」   | 『HEART』                       | 2014年7月16日  | JACA-5426（通常盤）      | ベストアルバム                                |
| 「時代をよろしく!」 | 『TOKIO』                       | 1994年11月21日 | SRCL-3101                | 1stアルバム                                   |
| 「時代をよろしく!」 | 『TOKIO REMIX』                 | 1995年3月8日   | SRCL-3186                | リミックスアルバム リミックスバージョン       |
| 「時代をよろしく!」 | 『Best E.P Selection of TOKIO』 | 1996年8月26日  | SRCL-3630                | ベストアルバム                                |

## 映像作品
LOVE YOU ONLY
- TOKIO FIRST LIVE VIDEO 〜BAD BOYS BOUND '95〜
- TOKIO CONCERT TOUR 1996 風になって（FC限定）
- TOKIO LIVE 1997 + SPECIAL BONUS TRACK 1998
- TOKIO 1999 LIVE IN 日本武道館 〜君を想うとき〜
- TOKIO 10th anniversary LIVE 2004
- TOKIO Special GIGs 2006 〜Get Your Dream〜
- 5 ROUND III（TOK10 Ver.でのPV映像）
- OVER/PLUS
- TOKIO LIVE TOUR 1718
- TOKIO 20th Anniversary Live Tour HEART

時代をよろしく!
- TOKIO CONCERT TOUR 1996 風になって（FC限定）
- TOKIO 1999 LIVE IN 日本武道館 〜君を想うとき〜
- TOKIO 10th anniversary LIVE 2004

## カバー
| 楽曲              | アーティスト    | アルバム                                           | 発売日        | 規格品番             | 備考 |
| ----------------- | --------------- | -------------------------------------------------- | ------------- | -------------------- | --- |
| 「LOVE YOU ONLY」 | L'Arc〜en〜Ciel | 『heavenly 〜films〜』                             | 1996年3月21日 | KSV5-5026（VHS）     | 当時のラルクのメンバーがパートチェンジ（ボーカル：tetsu(現：tetsuya)、ギター：hyde、ベース：sakura、ドラム：ken）をしたTOKIOのコピーバンド「KIOTO」としてカバー。 |
| 「LOVE YOU ONLY」 | L'Arc〜en〜Ciel | 『heavenly 〜films〜』                             | 1996年3月21日 | KSL5-4017（LD）      | 当時のラルクのメンバーがパートチェンジ（ボーカル：tetsu(現：tetsuya)、ギター：hyde、ベース：sakura、ドラム：ken）をしたTOKIOのコピーバンド「KIOTO」としてカバー。 |
| 「LOVE YOU ONLY」 | 関ジャニ∞       | 『関ジャニ∞リサイタル お前のハートをつかんだる!!』 | 2016年1月27日 | JACA-5231/2（DVD）   | 「ジャニーズメドレー」内の1曲としてカバー。 |
| 「LOVE YOU ONLY」 | 関ジャニ∞       | 『関ジャニ∞リサイタル お前のハートをつかんだる!!』 | 2016年1月27日 | JAXA-5027（Blu-ray） | 「ジャニーズメドレー」内の1曲としてカバー。 |